# Giulio Cesare (1951)
El Giulio Cesare fue un trasatlántico de lujo construido para la naviera italiana Societá di Navigazione Italiana, más conocida como la línea italiana. Era el buque gemelo del Augustus, que fue botado en el mismo año. Fue construido para el servicio con América del Sur como su hermano. Los dos buques de la especificación de estos y los diseños fueron muy similares.

## Historia
Durante la Segunda Guerra Mundial, la línea italiana había perdido una gran parte de su flota, incluyendo sus buques insignia, los transatlánticos Rex y Conte di Savoia. Los barcos sobrevivientes fueron reparados y regresaron al servicio de pasajeros después de la guerra. Sin embargo, los barcos supervivientes como el Saturnia y su barco hermano, el Vulcania, y el Conte Grande y su gemelo, el Conte Biancamano, todo podría llevar a un pequeño número de pasajeros. La línea italiana necesitaba trasatlánticos nuevos para el servicio con América del Sur. Se hizo un pedido a Cantieri Riuniti dell 'Adriatico para construir dos nuevos barcos transatlánticos 27 000 toneladas de registro bruto, para ser bautizados con los nombres Giulio Cesare y Augustus.
La construcción de ambos barcos de 27 000 toneladas cada uno marcó el inicio de una nueva era para la línea italiana y, además, otras grandes transatlánticos italianos se estaban construyendo, como el Andrea Doria y su gemelo, el Cristoforo Colombo, tanto TRB 29 000. En 1958, estos dos grandes paquebotes fueron seguidos por el Leonardo da Vinci, el Michelangelo y su gemelo, el Raffaello fueron los últimos y los más grandes de la línea italiana.

## Construcción
El Giulio Cesare fue construido por Cantieri Riuniti dell 'Adriatico, Monfalcone (Patio 1756), pero sus motores eran de Societa Anónima Fiat, Turín. Fue botado el 18 de mayo de 1950 en la presencia de Maryland Donna Ida Einaudi, esposa del Presidente de Italia. La nave se completó en septiembre de 1951 e hizo su viaje inaugural el 27 de octubre de 1951 desde Génova a Nápoles y luego a Buenos Aires.
El Augustus y el Giulio Cesare eran impulsados por motores diésel Fiat. Estos motores fueron los mayores y más potentes jamás construidos, y se constató que causa vibraciones severas en su alojamiento de los pasajeros, sin embargo, produjeron 35.000 HP, proporcionando 23,3 nudos, lo que lo hizo popular.
El diseño exterior de Giulio Cesare y su hermano atrajo a muchos pasajeros a causa de sus lazos y vueltas de grasa, curvas superestructuras, mástiles modernos, alto de gran chimenea, y popas agraciadas. También proporcionaron completa de aire acondicionado para los pasajeros. Las naves se dividen en tres clases: primera clase, la cabina, y de Turismo. Hubo piscinas para cada clase. Las cabinas de primera clase había dos o cuatro suites ambientes, y dos literas, cabinas y un baño privado y teléfono. La clase de cabina estaba provista de un cuarto de baño y una, dos o cuatro cabinas con literas. La clase de alojamiento turístico carecía de algunos de los lujos de las otras clases, pero todavía era considerado moderno y confortable.

## Servicio
Fue inicialmente puesto en el servicio de Buenos Aires-Génova después de su viaje inaugural. Pero ella fue transferida a la línea Génova-Cannes-Nápoles-Nueva York de servicios el 29 de junio de 1956 y opera esta ruta hasta el 1960 cuando fue devuelto a la ruta Italia-América del Sur después de que ha hecho 32 viajes en el Atlántico Norte. Se quedó en su ruta Sur América para los próximos trece años. Él fue revisado totalmente en 1964. Después de la remodelación, recibió un nuevo cine, y la cabina y Turismo comedores Clase combinados fueron. Sus tres clases se unieron también en una primera y clase turista después de la remodelación. Sin embargo, el número de pasajeros que él y sus hermanos llevaban comenzó a declinar. El desarrolló problemas con su timón de dirección el 14 de enero de 1973 y había regresar a Nápoles. La línea italiana decidió venderlo como chatarra. Él estaba en reposo en Nápoles el 14 de enero, y partió el 20 de abril para la Marittima Astilleros Terrestre, La Spezia, Italia, donde fue desguazado, el primer post-liner de guerra construido italiano para ser desguazado.

## Reseña
- Esta obra contiene una traducción  derivada de «MS Giulio Cesare» de Wikipedia en inglés, publicada por sus editores bajo la Licencia de documentación libre de GNU y la Licencia Creative Commons Atribución-CompartirIgual 4.0 Internacional.

- Datos: Q6718074
- Multimedia: Giulio Cesare (ship, 1949) / Q6718074